# DJ Clue?
DJ Clue?, de son vrai nom Ernesto Shaw, né le 8 janvier 1975 dans le Queens, New York, est un disc jockey et producteur de hip-hop américain, président de son propre label discographique, Desert Storm Records, où est notamment signé le rappeur Fabolous. Il compte en 2006 au total trois albums studio (The Professional Part. 1, 2 et 3) et plus d'une cinquantaine de mixtapes depuis 1996.

## Biographie
DJ Clue? est né le 8 janvier 1975 dans le quartier du Queens, à New York. Il publie son premier album studio, The Professional, le 8 décembre 1998 qui atteint la 73e place du Billboard 200. Il anime son propre programme diffusé sur les ondes du lundi au vendredi, sur la radio new-yorkaise Power 105.1, intitulée Desert Storm Radio. Avant ça, et jusqu'en 2006, il anime Hot 97,,,.
DJ Clue? fonde Desert Storm Records, un label discographique, en 1997, avec ses amis d'enfance Skane Dolla (manager) et Duro, ingénieur-son reconnu. Il est surtout connu pour avoir produit et remixés nombre de tubes de Mariah Carey comme notamment Heartbreaker, Last Night a DJ Saved My Life, et We Belong Together. Il fait également partie, en tant qu'artiste, du label de Jay-Z Roc-A-Fella Records. Son style est facilement reconnaissable au cri « DJ Clue! Desert Storm! » qu'il lance au début, au milieu ou à la fin de chaque chanson. Il interprète également son propre rôle dans le jeu vidéo Grand Theft Auto: Liberty City Stories publié en 2005 par Rockstar Games. Le 19 octobre 1999, il publie sa mixtape Backstage: A Hard Knock Life, qui contient les singles classés Best of Me Part 2 et  My Mind Right.
DJ Clue? publie le deuxième volet de sa série d'albums, The Professional 2, le 19 décembre 2000. Il atteint la troisième place du Billboard 200. Il publie ensuite The Professional 3 en 2006. En avril 2011, il annonce le quatrième volet de sa série d'albums, The Professional 4.
En mai 2015, DJ Clue? publie une mixtape intitulée Banned From CD 2015.

## Discographie

### Albums studio
- 1998 : The Professional
- 2001 : The Professional 2
- 2006 : The Professional 3

### Bande-son
- 2000 : Backstage: A Hard Knock Life

### Remixes
- 1999 : Heartbreaker (Remix) (featuring Da Brat & Missy Elliott) - Mariah Carey
- 1999 : Thank God I Found You/Make It Last Forever (Remix) (featuring Joe & Nas) - Mariah Carey
- 2000 : It's Gonna Be Me - *NSYNC
- 2000 : Best of Me Part II - Mýa (featuring Jay-Z)
- 2001 : U Remind Me (featuring Blu Cantrell et Method Man)- Usher
- 2005 : Overnight Celebrity (Remix) (featuring Kanye West, Cam'ron et 50 Cent) - Twista
- 2005 : Mesmerize (featuring Nas) - Faith Evans
- 2005 : How to Deal - Frankie J
- 2005 : We Belong Together (Remix) (featuring Styles P. et Jadakiss) - Mariah Carey
- 2005 : Shake It Off (Remix) (featuring Jay-Z et Young Jeezy) - Mariah Carey
- 2005 : One Wish (featuring Fabolous) - Ray J
- 2006 : Don't Forget About Us (Remix) (featuring Styles P. et Fabolous) - Mariah Carey
- 2006 : Ride for You - Danity Kane
- 2006 : You Should Be My Girl - Sammie (featuring Sean P)
- 2016 : Lockjaw (Remix) - French Montana (feat. Kodak Black, Jeezy, Rick Ross, DJ Clue & DJ Khaled)

### Productions
- 1999 : Heartbreaker (featuring Jay-Z) - Mariah Carey
- 2001 : Superwoman Pt. II (featuring Fabolous) - Lil' Mo
- 2001 : Last Night a DJ Saved My Life (featuring Busta Rhymes et Fabolous) - Mariah Carey
- 2013 : Rich Friday (featuring Lil Wayne, Future, Drake, Nicki Minaj, Fabolous, Fat Joe, Juelz Santana & French Montana) - The Professional Pt. 4
- 2017 : Last Night (feat. Future & Tru Life)